# Эбселен
Эбселен — синтетический лекарственный препарат с противовоспалительной, антиоксидантной и цитопротекторной активностью. Он действует как имитатор глутатионпероксидазы, а также может реагировать с пероксинитритом. Он изучается как возможное лекарство при инсульте,
нарушении слуха, шума в ушах
и биполярного расстройства.
Кроме того, эбселен может быть эффективным против инфекций Clostridium difficile
и, как было показано, обладает противогрибковым действием Aspergillus fumigatus.
Эбселен является мощным поглотителем перекиси водорода, а также гидропероксидов, включая мембранно-связанные фосфолипиды и гидропероксиды холестеринэфира.
Было показано, что несколько аналогов эбселена поглощают перекись водорода в присутствии тиолов.

## Возможная активность против COVID-19
Предварительные исследования показывают, что эбселен проявляет многообещающую ингибирующую активность против COVID-19 в клеточных анализах.
Эффект был приписан необратимому ингибированию основной протеазы за счет образования ковалентной связи с тиоловой группой цистеина активного центра (Cys-145).